# Château de Gos
 (juin 2019).
Le château de Gos est un ancien château-fort puis couvent situé à Barre dans le Tarn, en région Occitanie.

## Historique

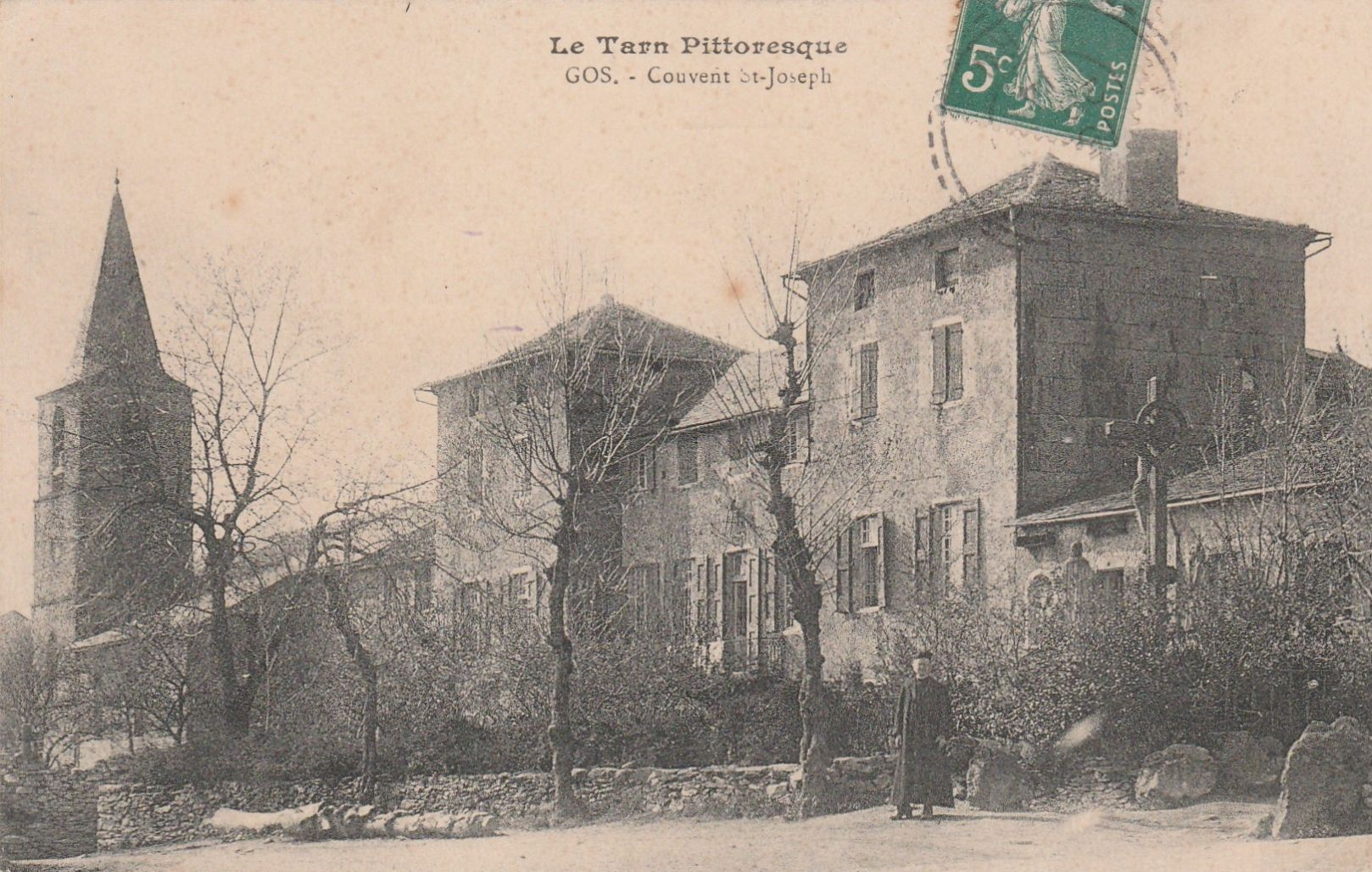
Carte postale du château

Le château de Gos fut initialement bâti durant le Moyen Âge. Le château et ses terres franches sont vendues par Pierre de Galand à Jean de Beyne en 1420. C'était à la base une demeure féodale, avec son corps de logis fortifié, ses tours défensives rondes et son profond fossé. Rénové au XVIIIe siècle, il n’a plus rien de bien remarquable. C'est une demeure bourgeoise de style Renaissance avec ses deux larges tours carrées. 
Michel de Beynes put passer tranquillement dans son château les dures années qu'ont subies la noblesse sous la Révolution.
Le dernier seigneur de Barre est Pierre de Beyne, fils du précédent. Il vit dans son château de Gos à partir de 1814. En 1834, il offrit le château à l'abbé de Pins, mandé par le cardinal Fesch pour développer l'ordre des Sœurs de Saint-Joseph de Lyon. Le salon seigneurial fut alors converti en chapelle où l'on donnait la messe. Une cloche fut achetée et placée dans une des tours du château. Puis un local supplémentaire fut rattaché pour y construire une vraie chapelle, devenue l'église Saint-Joseph.